# ألفريد أرثر
ألفريد أرثر (بالإنجليزية: Alfred Arthur)‏ (25 ديسمبر 1986 بأكرا في غانا - ) هو لاعب كرة قدم غاني في مركز الدفاع. شارك مع منتخب غانا لكرة القدم. أما مع النوادي، فقد لعب مع أشانتي غولد ونادي بيريكوم تشيلسي ونادي ياغودينا وواكر انسبروك ونادي واكر إنسبروك (2002).

## روابط خارجية
- ألفريد أرثر على موقع قاعدة بيانات كرة القدم.إي يو (الإنجليزية)
- ألفريد أرثر على موقع ناشيونال فوتبول تيمز (الإنجليزية)
- ألفريد أرثر على موقع عالم كرة القدم.نت (الإنجليزية)